# Lettres de mon moulin
Pour l’article homonyme, voir Les Lettres de mon moulin.
Lettres de mon moulin est un recueil de nouvelles d'Alphonse Daudet, avec une participation de Paul Arène. Le titre fait référence au moulin Saint-Pierre, situé à Fontvieille (Bouches-du-Rhône).

## Éditions
Une première édition du recueil est publiée par Hetzel en 1869 avec pour sous-titre Impressions et Souvenirs. Dix ans plus tard, Alphonse Lemerre publie une nouvelle édition, qualifiée de définitive. Elle inclut cinq autres nouvelles parues dans Le Bien public en 1873 (Les Étoiles, Les Douaniers, Les Oranges, Les Sauterelles, En Camargue) et un récit de Noël repris des Contes du lundi (Les Trois Messes basses).

## Contenu du recueil et historique des publications
- Avant-propos, ajouté pour le recueil[6]
- Installation, intégré à La Diligence de Beaucaire dans Le Figaro[7]
- La Diligence de Beaucaire, d'abord publié dans Le Figaro du 16 octobre 1868[8], avec comme surtitre De mon moulin[9]
- Le Secret de maître Cornille, d'abord publié dans L'Événement (lancé par Hippolyte de Villemessant) du 20 octobre 1866[10]
- La Chèvre de monsieur Seguin, d'abord publié dans L’Événement du 14 septembre 1866[11]
- Les Étoiles, d'abord publié dans Le Bien public du 8 avril 1873, puis dans Robert Helmont en 1874[12]. Daudet s'inspire de Mistral.
- L'Arlésienne, d'abord publié dans L’Événement du 31 août 1866[13]
- La Mule du pape, d'abord publié dans Le Figaro du 30 octobre 1868[14],[15]
- Le Phare des Sanguinaires, d'abord publié dans Le Figaro du 22 août 1869, avec comme surtitre Lettres de mon moulin[16],[17]
- L'Agonie de la Sémillante, d'abord publié dans L’Événement du 7 octobre 1866[18]
- Les Douaniers, d'abord publié dans Le Bien Public du 11 février 1873, puis dans Robert Helmont en 1874[19]
- Le Curé de Cucugnan, d'abord publié dans L’Événement du 28 octobre 1866[20]. Daudet traduit Lou curat de Cucugnan de Roumanille.
- Les Vieux, d'abord publié dans Le Figaro du 23 octobre 1868[21],[22]
- Ballades en prose
  - La Mort du Dauphin, d'abord publié dans L’Événement du 13 octobre 1866[23]
  - Le Sous-préfet aux champs, d'abord publié dans L’Événement du 13 octobre 1866[24]
- Le Portefeuille de Bixiou, d'abord publié dans Le Figaro du 17 novembre 1868[25],[26]
- La Légende de l'homme à la cervelle d'or, d'abord publié dans L’Événement du 29 septembre 1866[27]
- Le Poète Mistral, d'abord publié dans L’Événement du 21 septembre 1866[28]
- Les Trois Messes basses, d'abord publié dans les Contes du lundi en 1875[29]
- Les Oranges, d'abord publié dans Le Bien public du 10 juin 1873, puis dans Robert Helmont en 1874[30]
- Les Deux Auberges, d'abord publié dans Le Figaro du 25 août 1869[31],[32]
- À Milianah, d'abord publié dans La Revue nouvelle du 1er février 1864[33], sous le titre Promenades en Afrique. La Petite Ville[34]
- Les Sauterelles dans Le Bien public du 25 mars 1873, puis dans Robert Helmont en 1874[35]
- L'Élixir du révérend père Gaucher, d'abord publié dans Le Figaro du 2 octobre 1869[36],[37]
- En Camargue, d'abord publié dans Le Bien public des 24 juin et 8 juillet 1873, puis dans Robert Helmont en 1874[38]
  - Le Départ ;
  - La Cabane ;
  - À l'espère ! (À l'affût !) ;
  - Le Rouge et le Blanc ;
  - Le Vaccarès ;
- Nostalgies de caserne, d'abord publié dans L’Événement du 7 septembre 1866[39]

## Un ou des auteurs?
Cette section ne s'appuie pas, ou pas assez, sur des sources secondaires ou tertiaires indépendantes du sujet.

Pour l'améliorer, ajoutez-en, ou placez des modèles {{Source secondaire souhaitée}} ou {{Source secondaire nécessaire}} sur les passages mal sourcés. (août 2023)

En 1883, Daudet écrit dans La Nouvelle Revue : 

« Les premières Lettres de mon moulin ont paru vers 1866 dans un journal parisien où ces chroniques provençales, signées d'abord d'un double pseudonyme emprunté à Balzac, « Marie-Gaston » détonnaient avec un goût d'étrangeté. Gaston, c'était mon camarade Paul Arène qui, tout jeune, venait de débuter à l'Odéon par un petit acte étincelant d'esprit, de coloris, et vivait tout près de moi, à l'orée du bois de Meudon. Mais quoique ce parfait écrivain n'eût pas encore à son acquit Jean des Figues, ni Paris ingénu, ni tant de pages délicates et fermes, il avait déjà trop de vrai talent, une personnalité trop réelle pour se contenter longtemps de cet emploi d'aide-meunier. Je restai donc seul à moudre mes petites histoires, au caprice du vent, de l'heure, dans une existence terriblement agitée. »

Les cinq premiers textes parus dans L'Événement sont signés Marie-Gaston, le sixième Alphonse Daudet (Marie-Gaston), les six derniers Alphonse Daudet. Marie-Gaston est emprunté au nom d'un personnage de Mémoires de deux jeunes mariées de Balzac.

Quelques mois plus tard, Octave Mirbeau, dans Les Grimaces, après cette « introduction » : 

« M. Robert de Bonnières, dans une remarquable et malicieuse étude sur M. Alphonse Daudet, nous a révélé l’étymologie de ce nom : Daudet. Daudet vient de Davidet qui, en langue provençale, veut dire : Petit David : d’où il résulte que M. Daudet est d’origine juive. Si son nom et le masque de son visage n’expliquaient pas suffisamment cette origine, son genre de talent et la manière qu’il a de s’en servir la proclameraient bien haut. »

, ajoute : 

« Je ne considère point, comme un honnête homme, le monsieur qui persiste à faire paraître, sous son nom, un livre qu’on dit n’être point de lui, un livre d’où lui sont venues la réputation d’abord, la fortune ensuite, et cette sorte de gloire au milieu de laquelle il apparaît dans des attitudes ennuyées et méprisantes de demi-dieu. Je veux parler des Lettres de mon moulin. On sait aujourd’hui que ce délicieux recueil de contes provençaux est de M. Paul Arène. Et j’ai plaisir à dire carrément et tout haut ce que tout le monde dit tout bas et comme en se cachant, non point pour me donner la satisfaction vaine d’être désagréable à M. Alphonse Daudet, mais pour rendre justice à un écrivain charmant, qui n’a point su, grâce à son insouciance de poète et de rêveur, percer l’obscurité qui enveloppe son nom, tandis que flamboie, aux quatre coins du monde et porté par les cent mille bras de la réclame, le nom illustre de l’auteur des Rois en exil. Et ce qui prouve mieux encore que les droits payés à M. Paul Arène sur les Lettres de mon Moulin, que M. Paul Arène en est le véritable auteur, c'est la langue en laquelle ce livre est écrit, une langue claire, pittoresque, pétrie d'azur et de soleil, qu'on retrouve partout dans les plus menues œuvres de M. Paul Arène, et qu'on chercherait vainement dans celles de M. Alphonse Daudet. »

Quelques jours plus tard, Gil Blas publie un article de Paul Arène en réponse à Mirbeau, où il s’adresse à Daudet : 

« Mais qui diantre nous aurait dit qu'un beau jour, devenu illustre, on t'accuserait de plagiat et qu'à moi l'on ferait ce redoutable honneur de m'attribuer la paternité de tes œuvres ? Au fond, je t'en veux, mon cher Daudet. Je t'en veux de n'avoir pas protesté d'abord, dès la première insinuation, les premiers bruits sournois qui t'en sont revenus, sans attendre la nécessité où se trouve réduit ton vieil ami d'appeler au secours et de crier à la garde. Te rends-tu compte de ma situation si, par insouciance ou dédain, tu laissais la légende s'accréditer ? Car elle n'y va pas par quatre chemins, la légende ! C'est moi, paraît-il, moi Paul 
Arène, qui ai écrit, tranquillement, à mes heures perdues, tout ce que tu as signé de ton nom d'Alphonse Daudet. De braves gens me l’ont soutenu, accueillant mes dénégations d'un sourire qui prouvait combien sur ce point ils étaient mieux renseignés que moi.
[…] C'est pourquoi, Daudet, je t'en supplie, au nom de notre affection déjà vieille et que rien n'a su entamer, viens à mon aide, 
montre-toi et crie : « Me, me adsum. C'est moi le coupable, c'est moi seul qui fais mes romans, nous vous le jurons par tous les dieux, mais laissez Arène tranquille. » Tous ces ridicules ragots que tu as certes le droit de mépriser, mais dont il me 
déplairait fort en me taisant de paraître complice, ont pour point de départ le fait nullement mystérieux que jadis, à ce moment de vie commune rappelé au commencement de l'article, et quand nous essayions d'acclimater les cigales provençales sur les bouleaux du Val-Fleury, on nous vit, pour les Lettres de ton Moulin, quelque temps travailler ensemble. De ton moulin ! […] Mais de là à laisser dire ou croire que Les Lettres du mon Moulin sont de moi, il y a une légère nuance ; et puisqu'en notre siècle enragé d'exacts documents, il faut mettre les points sur les i et parler par chiffres, établissons, une fois pour toutes et pour n'en plus parler, qu'en effet, sur les vingt-trois nouvelles conservées dans ton édition définitive, la moitié à peu près fut écrite par nous deux, assis à la même table, autour d'une unique écritoire, joyeusement et fraternellement, en essayant chacun sa phrase avant de la coucher sur le papier. Les autres ne me regardent en rien et encore dans celles qui me regardent un peu, ta part reste-t-elle la plus grande, car si j'ai pu y apporter — du diable si je m'en souviens — quelques détails de couleur ou de style, toi seul, toujours, en trouvas le jet et les grandes lignes. »

En 1889, l'affaire rebondit quand Louis-Pilate de Brinn’Gaubast a la malencontreuse idée de dérober les brouillons des Lettres de mon mon moulin chez les Daudet alors qu'il était précepteur de Lucien Daudet, le fils d'Alphonse. Celui-ci mit tout en œuvre pour récupérer les brouillons, jetant une fois de plus le doute sur la paternité de ses écrits quand le larcin devint public.

En 1912, un ami de Paul Arène, Léopold Dauphin, écrit : 

« Il y a justice à réviser quelque peu ce procès [celui fait par Mirbeau] qui fit grand bruit à l'époque. L'article des Grimaces pouvait le [Paul Arène] brouiller avec Daudet ; désavouer Mirbeau, c'était s'en faire un ennemi. Pour sortir de cette impasse, il dut faire appel à toute la finesse de son esprit et c'est ainsi qu'il écrivit trois jours après dans Gil Blas une chronique exquise où sans complètement démentir Mirbeau, il tâchait de conserver une amitié qui lui était chère. Oui, à quelques lettres, la collaboration de mon ami fut possible, mais dans la mesure que voici, je la crois d'autant plus vraie que mon ami me la laissa souvent deviner. […] On écrivait des histoires jolies, les deux plumes puisant au même encrier, on se montrait ces feuillets noircis et, comme les deux manières d'écrire s'étaient identifiées, ils en arrivaient à ne plus savoir lequel des deux les avaient écrits. Et je crois être bien près de la stricte vérité en disant que là seulement doit se borner la part de collaboration de Paul Arène à quelques-unes des Lettres de mon moulin. »

La collaboration de Paul Arène aux Lettres est certaine, tout au moins pour les textes qui ont paru d'abord dans L'Événement. Il est impossible d'en déterminer l'étendue, les manuscrits n'étant pas connus. La subtile réponse d'Arène à Mirbeau lave Daudet des accusations de plagiat, lui reconnaît la paternité des sujets et confirme leur co-implication  dans « la moitié à peu près » des nouvelles du recueil. Arène se garde bien d'en préciser l'étendue : « du diable si je m'en souviens ». D'autre part, Julia Daudet, l'épouse de Daudet, a elle aussi collaboré aux textes écrits en 1868-1869.

## Adaptations
Disque
La majeure partie des nouvelles a fait l'objet d'une gravure qui valut à Fernandel le Grand prix de l'Académie du disque en 1953 et qui reste encore commercialisée. Cet enregistrement contient notamment : La Chèvre de monsieur Seguin, L'Agonie de la Sémillante, Les Trois Messes basses, Le Sous-préfet aux champs, Le Curé de Cucugnan pour lesquels le récitant est particulièrement convaincant.
Fernandel en a réalisé vers 1967 un nouvel enregistrement, avec une ambiance sonore stéréophonique (et un accent méridional moins marqué que dans la première version).
En 1974, Jean Maurel adapte, pour les éditions Musidisc, Les Lettres de mon moulin, avec l’illustration sonore des textes dits par Henri Tisot.
Cinéma
En 1954, Marcel Pagnol réalise Les Lettres de mon moulin, film à sketches qui adapte Les Trois Messes basses, L'Élixir du révérend père Gaucher et Le Secret de maître Cornille.
Télévision
L'ORTF diffuse en 1967 L'Arlésienne, adaptation de la nouvelle et de la pièce de même nom par Pierre Badel. Le téléfilm est tourné au mas d'Ange, près de Fontvieille, là où est situé le moulin d'Alphonse Daudet.
En 1968, Marcel Pagnol complète son adaptation cinématographique de 1954 avec un téléfilm de moyen métrage, Le Curé de Cucugnan, tiré de la nouvelle de même nom.
Bande dessinée
De 1979 à 1985, Mittéï scénarise et dessine une adaptation du recueil en trois albums aux éditions Dupuis. Cette adaptation est rééditée en 2002 sous forme d’intégrale aux éditions Joker.
Théâtre
En 2020, le comédien Philippe Caubère se lance dans un seul en scène en deux parties adapté de 13 des textes du recueil,.